# Negativ och positiv frihet
Distinktionen mellan negativa och positiva friheter gjordes först tydlig av Isaiah Berlin i hans föreläsning "Two Concepts of Liberty", även om man kan spåra den tillbaka till Immanuel Kant. Enligt Berlin är distinktionen djupt rotad i den politiska traditionen. Begreppet negativ frihet, i korthet synonymt med avsaknad av tvång och förbud, är associerat med brittiska filosofer som John Locke, John Stuart Mill, Thomas Hobbes och Adam Smith, medan positiv frihet, möjligheten att genomföra något önskvärt, har diskuterats och betonats av kontinentalfilosofer som Friedrich Hegel, Jean-Jacques Rousseau, Johann Gottfried Herder, och Karl Marx.
Positiv frihet betecknar möjligheten och förmågan att tillfredsställa sin egen potential, i motsats till negativ frihet som betecknar frihet från hinder eller tvång. Annorlunda uttryckt kan positiv frihet sägas beteckna en individs frihet att kunna uppnå sina mål oavsett sina egna materiella begränsningar, och negativ frihet sägas beteckna en individs frihet från auktoritet. Hobbes skrev att "a free man is he that... is not hindered to do what he hath the will to do."